# Saramură (chimie)
Saramura este o soluție saturată sau în apropierea stării de saturație de diverse săruri în apă. Este folosită ca agent de conservare sau maturare al unor alimente, de exemplu murături sau telemea.
Sarea în soluție (saramură) folosită în industria chimică era sau este exploatată prin sonde de adâncime la Slănic, Râmnicu Vâlcea, Salina Târgu Ocna, Salina Cacica și Salina Ocna Mureș.